# Olga van Griekenland en Denemarken
Olga van Sleeswijk-Holstein-Sonderburg-Glücksburg  (Tatoi, nabij Athene, 11 juni 1903 – Parijs, 16 oktober 1997), prinses van Griekenland en Denemarken (Grieks: Πριγκίπισσα Όλγα της Ελλάδας και Δανίας), na haar huwelijk prinses van Joegoslavië, was de oudste dochter van Nicolaas van Griekenland en Helena Vladimirovna van Rusland.
Olga trouwde op 22 oktober 1923 in Belgrado met Paul van Joegoslavië, een neef van koning Alexander I van Joegoslavië en na diens dood regent voor diens minderjarige zoon Peter II. Olga en Paul kregen drie kinderen:
- Alexander (13 augustus 1924 - 12 mei 2016)
- Nicolaas (29 juni 1928 – 12 april 1954), kwam om het leven bij een auto-ongeluk;
- Elisabeth (7 april 1936)

Joegoslavië werd in 1945 een republiek, waarna de koninklijke familie in ballingschap ging en Olga en Paul zich in Zuid-Afrika vestigden. In 1975 werd ook Griekenland een republiek, waardoor Olga alleen nog de titel “Prinses van Denemarken” had.
Olga stierf op 94-jarige leeftijd in Parijs.